# Luis Antonio Escobar
Luis Antonio Escobar Segura, né le 14 juillet 1925 à Villapinzón et mort le 11 septembre 1993 à Miami, est un musicien, compositeur et musicologue colombien. 

## Biographie
Fils de José del Carmen Escobar et d'Inés Segura, deuxième de trois frères, Luis Antonio Escobar perd sa mère à l'âge de deux ans. Il est grandement influencé dans ses jeunes années par la famille Arévalo, en particulier du compositeur et directeur de l'orchestre de Villapinzón, Sixto Arévalo Segura.
Il réalise sa formation académique à Bogota, et plus tard aux États-Unis et en Allemagne.
Il meurt à Miami, où il occupait le poste d'attaché culturel auprès de l'ambassade de Colombie.